# Districtul Bel Ombre
Bel Ombre este un district  în Seychelles, situat pe insula Mahé.